# Erycia fatua
Erycia fatua là một loài ruồi trong họ Tachinidae.